# Ciclopentanone monoossigenasi
La ciclopentanone monoossigenasi è un enzima appartenente alla classe delle ossidoreduttasi, che catalizza la seguente reazione:
ciclopentanone + NADPH + H+ + O2 ⇄ 5-valerolattone + NADP+ + H2O